# Ga Nagoya
Ga Nagoya (名古屋駅 Nagoya-eki) là một ga đường sắt chính ở Meieki, Nakamura-ku, Nagoya, Nagoya, Nhật Bản. Một trong những ga tàu có diện tích sàn nhà lớn nhất thế giới (410,000 m²), và trụ sở của Công ty đường sắt trung tâm Nhật Bản (JR Central). Phần lớn không gian này nằm trong JR Central Towers ở trên nhà ga, cũng như phòng chờ ngầm ở dưới. Ga phức hợp này được hoàn thành vào 20 tháng 12 năm 1999.
Trạm kế của nó là Ga Meitetsu Nagoya, đoạn cuối của Đường Nagoya, và Ga Kintetsu Nagoya, đoạn cuối của Kintetsu Tuyến Nagoya.
Tòa tháp đôi ở trên cao hơn 50 tầng.

## Tuyến

### JR trung tâm

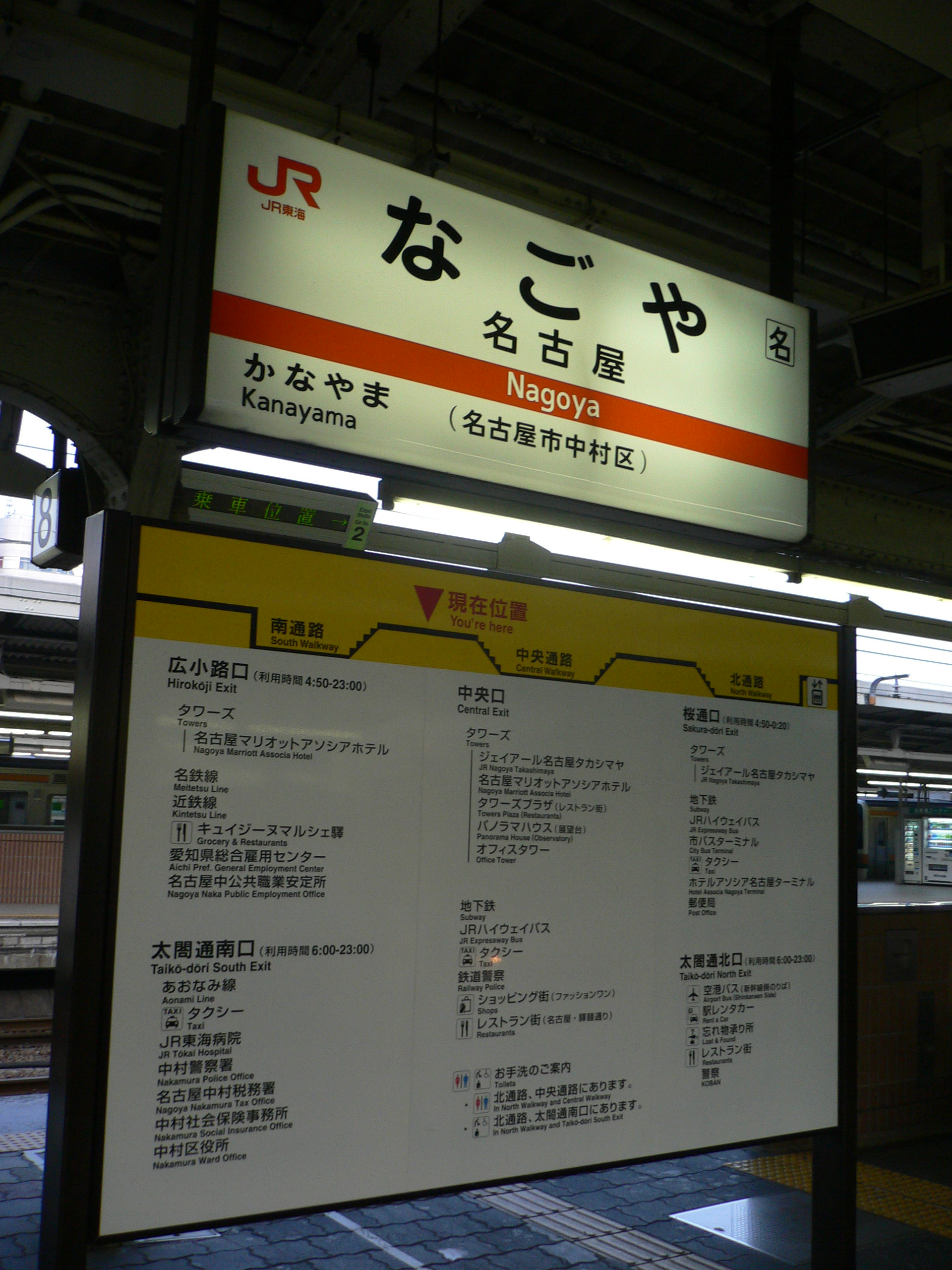
Ký hiệu tại sân ga JR

- Tōkaidō Shinkansen (cho Shin-Yokohama, Tokyo, Kyoto, và Shin-Osaka)
- Tuyến chính Tōkaidō (cho Gifu, Ōgaki, Maibara, Obu, Kariya, Okazaki, Gamagori, Toyohashi, và Hamamatsu)
- Tuyến Chūō Tây [ja] (cho Kozoji, Tajimi, và Nakatsugawa)
- Tuyến chính Kansai [ja] (cho Yokkaichi, Tsu, và Kameyama)

### Tuyến Aonami
- Tuyến Aonami [ja] (AN01) (cho Kinjo-Futo Trung tâm hội nghị quốc gia Nagoya)

### Tàu điện ngầm Nagoya
- Tuyến Higashiyama [ja] (H08)
- Tuyến Sakuradōri [ja] (S02)

## Lịch sử

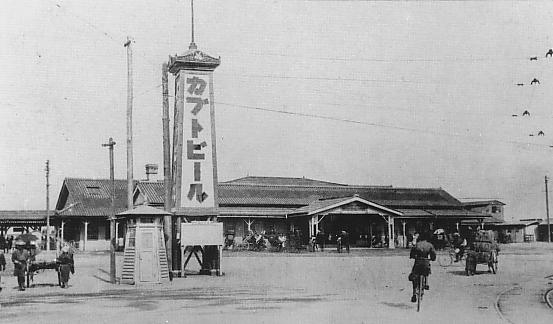
Ga Nagoya xuất hiện vào đầu thế kỉ 20th

Ga Nagoya lần đầu tiên mở của vào 1 tháng 5 năm 1886.

## Bố trí ga

### JR trung tâm
| 1/2   | ■ Tuyến chính Tōkaidō | cho Toyohashi và Taketoyo                                                                                |  |
| 3/4   | ■ Tuyến chính Tōkaidō | cho Toyohashi và Taketoyo (thông qua tàu đến tuyến Taketoyo và Home Liner) cho Gifu và Ōgaki(Home Liner) |  |
| 4     | ■ Tuyến chính Tōkaidō | Shirasagi tốc hành giới hạn cho Fukui và Kanazawa                                                        |  |
| 5/6   | ■ Tuyến chính Tōkaidō | cho Gifu và Ōgaki                                                                                        |  |
| 7/8   | ■ Tuyến chính Chūō    | cho Tajimi và Nakatsugawa (tàu địa phương và tốc hành)                                                   |  |
| 10    | ■ Tuyến chính Chūō    | cho Tajimi và Nakatsugawa (Central Liner, Home Liner) Shinano tốc hành giới hạn cho Nagano               |  |
| 11    | ■ Tuyến chính Tōkaidō | Hida tốc hành giới hạn cho Gero và Takayama                                                              |  |
| 11    | ■ Tuyến chính Chūō    | cho Tajimi và Nakatsugawa (một vài tàu)                                                                  |  |
| 11    | ■ Tuyến chính Kansai  | cho Yokkaichi và Kameyama (một vài tàu địa phương)                                                       |  |
| 12    | ■ Tuyến chính Kansai  | cho Yokkaichi, Kameyama Nanki tốc hành giới hạn cho Matsusaka, Shingu, và Kii-Katsuura                   |  |
| 13    | ■ Tuyến chính Kansai  | cho Yokkaichi và Kameyama tốc hành Mie cho Matsusaka và Toba                                             |  |
| 14/15 | ■ Tōkaidō Shinkansen  | cho Shizuoka và Tokyo                                                                                    |  |
| 16/17 | ■ Tōkaidō Shinkansen  | cho Shin-Osaka và Hakata                                                                                 |  |

#### Ga liền kề
| «                                           | «                  | Dịch vụ                                                         | »                  | »                                |
| Tokaido Shinkansen                          | Tokaido Shinkansen | Tokaido Shinkansen                                              | Tokaido Shinkansen | Tokaido Shinkansen               |
| ------------------------------------------- | ------------------ | --------------------------------------------------------------- | ------------------ | -------------------------------- |
| Shin-Yokohama                               |                    | Nozomi                                                          |                    | Kyoto                            |
| Toyohashi, Hamamatsu, Shizuoka hoặc Odawara |                    | Hikari                                                          |                    | Gifu-Hashima, Maibara hoặc Kyoto |
| Mikawa-Anjō                                 |                    | Kodama                                                          |                    | Gifu-Hashima                     |
| Tuyến chính Tōkaidō                         |                    |                                                                 |                    |                                  |
| Kanayama                                    | Kanayama           | Bán tốc hành Tốc hành Tốc hành mới Tốc hành đặc biệt Home Liner | Owari-Ichinomiya   | Owari-Ichinomiya                 |
| Otobashi                                    | Otobashi           | Địa phương                                                      | Biwajima           | Biwajima                         |
| Tuyến chính Chūō                            |                    |                                                                 |                    |                                  |
| Kanayama                                    | Kanayama           | Tất cả dịch vụ                                                  | Ga cuối            | Ga cuối                          |
| Tuyến chính Kansai                          |                    |                                                                 |                    |                                  |
| Ga cuối                                     | Ga cuối            | Tốch hành Tốc hành Mie                                          | Kuwana             | Kuwana                           |
| Ga cuối                                     | Ga cuối            | Bán tốc hành                                                    | Kanie              | Kanie                            |
| Ga cuối                                     | Ga cuối            | Địa phương                                                      | Hatta              | Hatta                            |

### Tuyến Aonami
Nhà ga nằm ở phía Tây của tuyến JR trung tâm, trên tuyến Inazawa. Nhà ga có 2 sân ga phục vụ cho 2 đường ray với cổng lắp đặt.
| 1/2 | ■ Tuyến Aonami | cho Arako và Kinjo-Futo |

#### Ga liền kề
| «                    | «                    | Dịch vụ              | »                       | »                       |
| Tuyến Aonami (AN 01) | Tuyến Aonami (AN 01) | Tuyến Aonami (AN 01) | Tuyến Aonami (AN 01)    | Tuyến Aonami (AN 01)    |
| -------------------- | -------------------- | -------------------- | ----------------------- | ----------------------- |
| Ga cuối              | Ga cuối              | -                    | Sasashima-raibu (AN 02) | Sasashima-raibu (AN 02) |

### Tàu điện ngầm Nagoya
Sân ga cho tuyến Sakura-dori phục vụ cho 2 đường ray nằm ở phía Đông đến phía Tây nằm ở dưới hành lang trung tâm của ga JR Nagoya. Sân ga này được lắp đặt các cửa rào.
| 1 | ■ Tuyến Higashiyama | cho Sakae, Higashiyama Koen, và Fujigaoka      |
| 2 | ■ Tuyến Higashiyama | cho Nakamura Koen, và Takahata                 |
| 3 | ■ Tuyến Sakura-dori | cho Imaike, Aratamabashi, Nonami, và Tokushige |
| 4 | ■ Tuyến Sakura-dori | to Nakamura Kuyakusho                          |

#### Ga liền kề
| «                         | «                         | Dịch vụ                  | »                        | »                        |
| Tuyến Higashiyama (H 08)  | Tuyến Higashiyama (H 08)  | Tuyến Higashiyama (H 08) | Tuyến Higashiyama (H 08) | Tuyến Higashiyama (H 08) |
| ------------------------- | ------------------------- | ------------------------ | ------------------------ | ------------------------ |
| Fushimi (H 07)            | Fushimi (H 07)            | -                        | Kamejima (H 09)          | Kamejima (H 09)          |
| Tuyến Sakura-dori (S 02)  |                           |                          |                          |                          |
| Nakamura Kuyakusho (S 01) | Nakamura Kuyakusho (S 01) | -                        | Kokusai Center (S 03)    | Kokusai Center (S 03)    |

## Vùng xung quanh

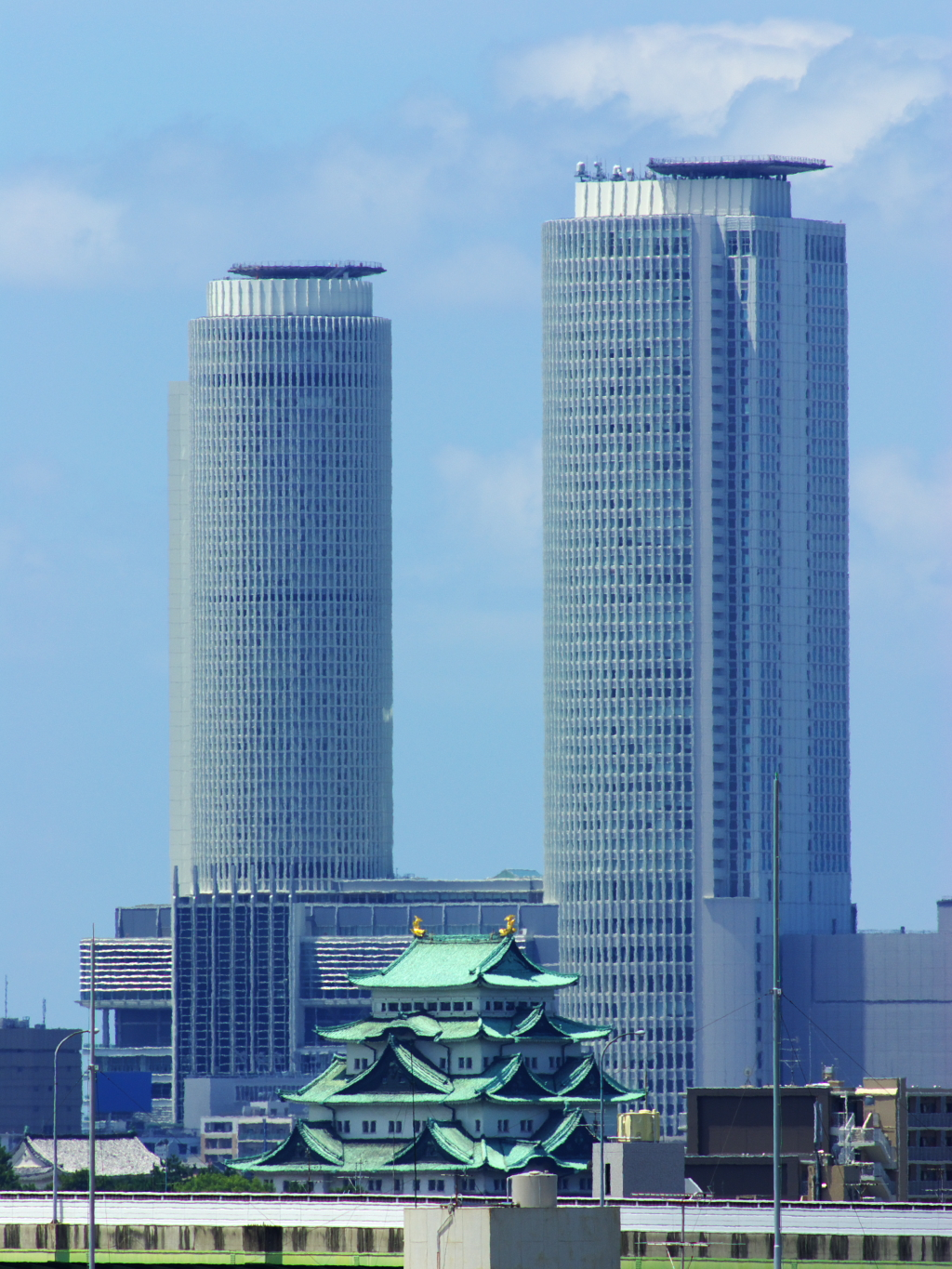
Tòa nhà ga Nagoya (JR Central Towers) và Tenshu của Lâu đài Nagoya

### Phía đông của nhà ga
- Ga Meitetsu Nagoya [ja]
- Ga Kintetsu Nagoya [ja]
- JR Central Towers [ja]
  - JR Nagoya Takashimaya [ja]
  - Nagoya Marriott Associa Hotel [ja]
  - Công ty đường sắt trung tâm Nhật Bản [ja] (trụ sở chính)
- Cửa hàng bách hóa Meitetsu [ja] (Trụ sở chính)
- Kintetsu Pass'e [ja]
- Midland Square [ja]
- Meitetsu Bus Center [ja]
- Sun Road [ja]
- Meichika [ja]
- Gate Walk [ja]
- Unimall [ja]
- Trung tâm mua sắm dưới lòng đất Miyako [ja]
- Mode Gakuen Spiral Towers [ja]
  - Nagoya Mode Gakuen [ja]
- JR Gate Tower [ja]
- JP Tower Nagoya [ja]
- Dainagoya Building [ja]
- Nagoya Lucent Tower [ja]
- Nagoya Prime Central Tower [ja]
- Aichi Industry & Labor Center [ja] (Winc Aichi)
- The Nagoya Shiki Theatre [ja]
- Hihso [ja]

### Phía tây của nhà ga
- Bic Camera [ja]
- Meitetsu New Grand Hotel [ja]
- Animate
- AEON Town Taiko Shopping Center [ja]
- Bệnh viện trung tâm Nagoya [ja]
- Kawaijuku [ja]
- Gakkou Houjin Rishisha [ja]
- Hội thảo Yoyogi [ja]
- Super Hoter [ja]

## Liên kết
- JR Central station information (tiếng Nhật)
- Station Nagoya (tiếng Nhật)
- Towers Nagoya Lưu trữ ngày 30 tháng 3 năm 2010 tại Wayback Machine (tiếng Nhật)